# Ambulyx matti
Ambulyx matti es una especie de polilla de la familia Sphingidae. Vuela en la India.